# 20. Landwehr-Division (Deutsches Kaiserreich)
Die 20. Landwehr-Division war ein Großverband der Preußischen Armee im Ersten Weltkrieg.

## Gliederung

### Kriegsgliederung vom 20. September 1916
- 9. Ersatz-Infanterie-Brigade
  - Landwehr-Infanterie-Regiment Nr. 384
  - Landwehr-Infanterie-Regiment Nr. 386
  - Landwehr-Infanterie-Regiment Nr. 387
  - 3. Eskadron/Reserve-Husaren-Regiment Nr. 4
  - Feldartillerie-Regiment Nr. 282
  - 1. Landwehr-Pionier-Kompanie/IX. Armee-Korps

### Kriegsgliederung vom 5. März 1918
- 9. Ersatz-Infanterie-Brigade
  - Landwehr-Infanterie-Regiment Nr. 384
  - Landwehr-Infanterie-Regiment Nr. 386
  - Landwehr-Infanterie-Regiment Nr. 387
  - 3. Eskadron/Reserve-Husaren-Regiment Nr. 4
  - Feldartillerie-Regiment Nr. 282
- Divisions-Nachrichten-Kommandeur Nr. 520

## Gefechtskalender
Die Division wurde am 18. September 1916 an der Westfront zusammengestellt und nach der Tankschlacht bei Cambrai im November 1917 an die Ostfront verlegt. Hier kämpfte sie über den dortigen Waffenstillstand hinaus und beteiligte sich an der Besetzung der Ukraine. Nach Kriegsende kehrte die Division bis Mitte März 1919 in die Heimat zurück.

### 1916
- ab 20. September --- Stellungskämpfe an der Yser

### 1917
- bis 26. Mai --- Stellungskämpfe an der Yser
- 27. Mai bis 3. November --- Schlacht in Flandern
- 6. bis 21. November --- Kämpfe in der Siegfriedstellung
  - 20. bis 21. November --- Tankschlacht bei Cambrai
- 22. bis 26. November --- Transport nach dem Osten
- 27. November bis 1. Dezember --- Stellungskampf in den Pripet-Sümpfen
- 2. bis 17. Dezember --- Waffenruhe
- ab 17. Dezember --- Waffenstillstand

### 1918

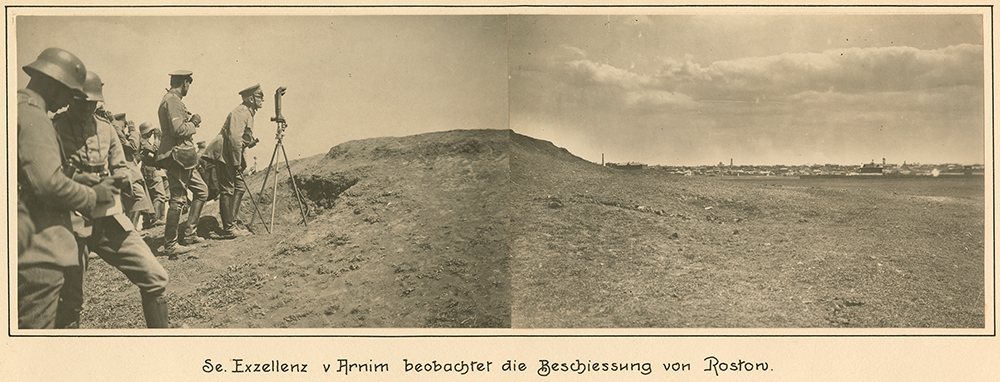
Der Divisionskommandeur von Arnim beobachtet die Beschießung von Rostow am Don (7. Mai 1918)

- bis 18. Februar --- Waffenstillstand
- 18. Februar bis 21. Juni --- Kämpfe zur Unterstützung der Ukraine
  - 2. bis 3. April --- Einnahme von Jekaterinoslaw
  - 7. bis 13. April ---Gefecht bei Sinjelniekowo
  - 28. April bis 1. Mai --- Gefechte bei Rashenoje, Prokowskoje, Einnahme von Taganrog
  - 7. bis 8. Mai --- Gefechte um Rostow, Einnahme von Rostow
- 22. Juni bis 15. November --- Besetzung der Ukraine
- ab 16. November --- Räumung der Ukraine

### 1919
- bis 16. März ---Räumung der Ukraine

## Kommandeure
| Dienstgrad      | Name                                   | Datum                                                   |
| --------------- | -------------------------------------- | ------------------------------------------------------- |
| Generalmajor    | Walter von Eberhardt                   | 18. September 1916 bis 30. März 1917                    |
| Generalmajor    | Karl Berger                            | 31. März bis 13. November 1917                          |
| Generalleutnant | Thilo Freiherr von Hanstein            | 14. November 1917 bis 3. Januar 1918                    |
| Generalmajor    | Gustav Paul von Arnim                  | 4. Januar bis 27. Juni 1918                             |
| Generalmajor    | Karl Ridel                             | 28. Juni bis 31. Juli 1918 (mit der Führung beauftragt) |
| Generalmajor    | Gustav Paul von Arnim                  | 1. August 1918 bis 17. Februar 1919                     |
| Generalmajor    | Walter Treusch von Buttlar-Brandenfels | 17. Februar bis März 1919                               |